# Meccano (gruppo musicale)
I Meccano sono stati un duo italiano di musica pop e italo disco, attivo negli anni '80, formato da Walter Bassani e Nadia Bani.

## Storia del gruppo
Il gruppo viene fondato nel 1983 dall'autore, compositore e ingegnere del suono Walter Bassani e dalla cantante Nadia Bani. Debuttano nel 1984 con il singolo S.O.S. T.E.E./F.B.I. e l'anno successivo pubblicano Endless Refrain che ottiene riscontri anche in Francia.
Nel 1985 realizzano il loro maggiore successo dal titolo Down Down Romeo che, pubblicato nel tardo 1986 anche negli Stati Uniti, guadagna il primo posto nella classifica di Billboard nella categoria HNRG.
Nel 1986 partecipano per la prima volta al Festival di Sanremo nella sezione Nuove proposte con il brano Ipnotica, classificandosi quinti. Il brano, nella sua versione inglese dal titolo Activate My Heart, viene pubblicato in tutto il mondo.
Nell'estate dello stesso anno partecipano al Festivalbar con il brano Alle porte dell'est con cui si aggiudicano il Disco verde nella categoria DJ STAR. Anche questo brano viene tradotto in inglese con il titolo Walk in a Stranger Dream.
Nel 1987 pubblicano il singolo Extra che ottiene un grande successo in Giappone ottenendo il primo posto nella classifica dance nipponica. Il brano anticipa il primo album del gruppo, Extrameccano.
Nel 1989 la sola Nadia, sempre col nome Meccano, partecipa nuovamente al Festival di Sanremo con il brano Le ragazze come me, che dà il titolo anche all'album di quell'anno. Quest'ultimo, tradotto in inglese come This Is My World, viene pubblicato per il solo mercato giapponese.
Il progetto interrompe la sua attività nel 1990.

## Formazione
- Walter Bassani
- Nadia Bani

## Discografia

### Album
- 1987 - Extrameccano  (Keepon Musik, KMLP 1002)
- 1989 - Le ragazze come me (DDD, DDD 465060 1)
- 1989 - This Is My World  (Seven Seas, KICP 8) (versione in inglese de Le ragazze come me pubblicata in Giappone)

### EP
- 1986 - Activate My Heart/Down Down Romeo/Endless Refrain

### Singoli
- 1984 - S.O.S. T.E.E./F.B.I.
- 1985 - Endless Refrain/Endless Refrain (instrumental)
- 1985 - Down Down Romeo/Endless Refrain
- 1986 - Activate My Heart/Ipnotica
- 1986 - Alle porte dell'est/Walk in a Stranger Dream
- 1987 - Extra/Girls Don't Cry Anymore
- 1988 - Fantastic/Down Down Romeo (remix)
- 1988 - Attenti a noi/Come il mare
- 1989 - Le ragazze come me/Un amore per vincere